# Wilhelm II z Marchii Wschodniej
Wilhelm II  (zm. 871) – margrabia (comes terminalis) bawarskiej Marchii Panońskiej i hrabia Traungau. Poległ razem ze swoim bratem Engelszalkiem I w walkach przeciw państwu morawskiemu.